# Dichelus villosus
Dichelus villosus är en skalbaggsart som beskrevs av Hermann Burmeister 1844. Dichelus villosus ingår i släktet Dichelus och familjen Melolonthidae. Utöver nominatformen finns också underarten D. v. luteopygus.